# Nagrandan
Nagrandan, pleme američkih Indijanaca porodice Manguean, nastalo raspadom pravih Manga (Mangue) na Dirie i Nagrandane. Do cijepanja dolazi nakon dugih krvavih borbi, nakon čega migriraju na sjever i nastanjuju između jezera Xolotlán /Manague/ i Pacifika. Njihovo glavno središte bio je grad Imabite u podnožju vulkana Momotombo. Drugi njihov grad navodno je Subtiaba na mjestu današnjeg Leóna, što je i ime plemena koje se jezično klasificira porodici Tlapanecan.

## Vanjske poveznice
- History of Nicaragua  Arhivirana inačica izvorne stranice od 6. lipnja 2007. (Wayback Machine)
- Chorotega